# Rekha Harris (actriz)
Sumathi Josephine, conocida por su nombre artístico Rekha Harris, es una actriz india que principalmente trabaja en películas en tamil y malayalam. También ha protagonizado algunas películas en telugu y kannada. Además, fue una de las concursantes de la cuarta temporada de Bigg Boss Tamil.

## Carrera
Rekha Harris incursionó en el cine tamil con la película "Kadalora Kavithaigal" (1986), dirigida por Bharathiraja y protagonizada por Sathyaraj en el papel principal.
Sus obras notables incluyen:
En cine tamil:
- "Punnagai Mannan" (1986)
- "Enga Ooru Pattukaran" (1987)
- "En Bommukutty Ammavukku" (1988)
- "Puriyaadha Pudhir" (1990)
- "Gunaa" (1991)

En cine malayalam:
- "Ramji Rao Speaking" (1989)
- "Aey Auto" (1990)
- "In Harihar Nagar" (1990)

Rekha Harris fue galardonada con el premio Filmfare a la Mejor Actriz en malayalam por su actuación en la película "Dasharatham" (1989).
Después de interpretar algunos papeles como heroína, Rekha Harris comenzó a desempeñar roles de personajes, como cuñada y madre.
En 2020, Rekha Harris ingresó como concursante al reality show Bigg Boss 4.

## Vida personal
Sumathi Josephine, conocida como Rekha Harris, nació y se crio en Eramalloor, Alappuzha, Kerala. En 1996, se casó con Harris Kottadath, un exportador de productos del mar malayali. La pareja tiene una hija.

## Premios
Rekha Harris ganó el Premio Filmfare a la Mejor Actriz en la categoría de malayalam por su actuación en la película "Dasharatham". Además, recibió el premio Kalaimamani otorgado por el gobierno de Tamil Nadu, en reconocimiento a su contribución al arte y la cultura.